# Dorel Jurcan
Dorel Jurcan (n. 4 iulie 1963, Chișa, Bihor) este un fost senator român în legislatura 2004-2008 ales în județul Vâlcea pe listele Alianței D.A. și reales în 2008 din partea PD-L. Anterior, a fost deputat PD validat pe data de 1 noiembrie 1999 când l-a înlocuit pe deputatul George-Iulian Stancov. În legislatura 2004-2008, Dorel Jurcan a fost membru în grupurile parlamentare de prietenie cu India, Georgia și Republica Cipru iar în legislatura 2008-2012, a fost membru în grupurile parlamentare de prietenie cu India și Republica Populară Chineză. 
În cadrul activității sale parlamentare, Dorel Jurcan a fost membru în următoarele comisii:
- în legislatura 1996-2000:  Comisia pentru administrație publică și amenajarea teritoriului (din feb. 2000), Comisia juridică, de disciplină și imunități (noi. 1999 - feb. 2000)
- în legislatura 2004-2008:  Comisia pentru privatizare și administrarea activelor statului (din sep. 2007) - Secretar, Comisia pentru muncă, familie și protecție socială - Președinte (până în feb. 2005), Comisia pentru privatizare și administrarea activelor statului (din sep. 2007) - Secretar, Comisia pentru muncă, familie și protecție socială - Președinte (până în feb. 2005)
- în legislatura 2008-2012:   Comisia economică, industrii și servicii (din oct. 2010), Comisia pentru muncă, familie și protecție socială (până în oct. 2010)

În legislatura 2004-2008, Dorel Jurcan a inițiat 16 propuneri legislative din care 7 au fost promulgate legi; în legislatura 2008-2012, Dorel Jurcan a inițiat 35 de propuneri legislative, din care 5 au fost promulgate legi.  